# 川島芳子 (1990年電影)
《川島芳子》是一部1990年上映的傳記式香港電影，由方令正執導，梅艳芳、劉德華、爾冬陞、謝賢主演，改編自李碧華的同名小說。劇情講述女間諜川島芳子的悲劇傳奇。本片榮獲第35屆亞太影展最佳美術指導。

## 故事大綱
川島芳子是一個歷史悲劇人物。在她短短四十二年的一生，曾經領導群雄，也窮途淪落，最後以漢奸罪被槍決於北平。芳子初到上海，邂逅戲班小子雲開，時雲未露頭角，芳子也人地生疏，但她憑藉美色，心狠手辣，攀附日將宇野駿吉，得他權勢維護，更立大功，把皇后婉容自天津靜園偷運旅順，協助溥儀在長日建立滿州國，登基之日，芳子也十分激動。

## 角色
| 演員   | 角色       | 暱稱/關係 |
| 梅艷芳 | 川島芳子   | 愛新覺羅·顯玗（原名），字東珍、金璧輝（漢名） 肅親王之第十四格格 川島浪速之養女，曾被其強姦 山家亨之前度愛人 溥儀之堂妹 七歲時受父命前往日本追隨其好友川島浪速，並改名為川島芳子，以圖清室復辟 於1927年與甘珠爾扎布結婚，但於三年後離婚 |
| 劉德華 | 雲開       | 戲班出身 在上海偶遇川島芳子，並對其有好感，後與川島芳子重遇，並已成為革命黨人士，同時對川島芳子的所為十分反感 曾暗殺宇野駿吉失敗後被捕 後被川島芳子私下釋放 川島芳子被審訊時曾秘密與其會面                                              |
| 爾冬陞 | 山家亨     | 陸軍少尉 川島芳子之舊愛 滿洲國成立後，以「王家亨」活躍於滿洲國演藝界 曾受命於宇野駿吉殺害川島芳子，後將其放生 |
| 謝賢   | 宇野駿吉   | 關東軍司令官 川島芳子之靠山，後因其私放雲開而反目 曾下令山家亨殺害川島芳子 |
| 陳玉蓮 | 婉容皇后   | |
| 吳啟華 | 小林       | 日本特務 曾與川島芳子合作偷運婉容皇后，後被川島芳子殺害 |
| 黃衍濛 | 甘珠爾扎布 | 蒙古王子 於1927年與川島芳子結婚，三年後離婚 |
| 盧惠光 |            | 宇野駿吉之手下 在雲開暗殺宇野駿吉時被殺 |
| 鮑方   |            | 川島芳子接受審訊之辯護律師 |
| 史美儀 | 溥儀       | |
| 柯受良 |            | |
| 田青   |            | |

## 電影歌曲
'路......始終告一段' / 作曲, 倫永亮 ; 填詞, 林振強 ; 編曲, 倫永亮 ; 主唱, 梅艷芳. 主題曲.

## 獎項
| 年份 | 頒獎典禮             | 獎項             | 名字         | 結果 |
| ---- | -------------------- | ---------------- | ------------ | ---- |
| 1990 | 第27屆金馬獎         | 最佳造型設計     | 侯永财       | 提名 |
| 1990 | 第35屆亞太影展       | 最佳女主角       | 梅艷芳       | 提名 |
| 1990 | 第35屆亞太影展       | 最佳美術指導     | 莫均傑、方盈 | 獲獎 |
| 1991 | 第10屆香港電影金像獎 | 最佳男配角       | 爾冬陞       | 提名 |
| 1991 | 第10屆香港電影金像獎 | 最佳攝影         | 馬楚成       | 提名 |
| 1991 | 第10屆香港電影金像獎 | 最佳美術指導     | 莫均傑、方盈 | 提名 |
| 1991 | 第10屆香港電影金像獎 | 柯達傑出技術大獎 |              | 獲獎 |

## 評價
- 電影當時在日本上映受到當地影評人讚賞，《西日本新聞》評論稱讚：「梅艷芳為近十年來一個真正以角色內心世界感染到觀眾的東方女演員。」

## 外部連結
- 香港影庫上《川島芳子》的資料（繁體中文）
- 開眼電影網上《川島芳子》的資料（繁體中文）
- 豆瓣电影上《川島芳子》的資料 （简体中文）
- 时光网上《川島芳子》的資料（简体中文）
- 1905电影网上《川島芳子》的资料（简体中文）
- AllMovie上《川島芳子》的资料（英文）
- 爛番茄上《川島芳子》的資料（英文）
- 互联网电影数据库（IMDb）上《川島芳子》的资料（英文）
- 華文影史庫 川島芳子 簡介 （页面存档备份，存于）